# Badian, Cebu

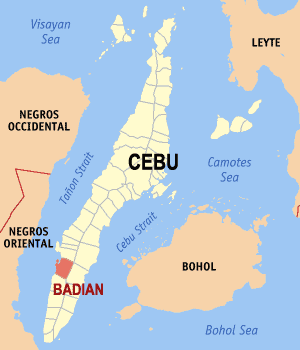
Bản đồ Cebu với vị trí của Badian

Badian là một đô thị hạng 4 của tỉnh Cebu, Philippines. Theo điều tra dân số năm 2007, đô thị này có dân số 35.876 người.

## Các đơn vị dân cư
Badian được chia thành các đơn vị hành chính gồm 29 khu dân cư (khu phố) (barangay).
| - Alawijao - Balhaan - Banhigan - Basak - Basiao - Bato - Bugas - Calangcang - Candiis - Dagatan - Dobdob - Ginablan - Lambug - Malbago - Malhiao | - Manduyong - Matutinao - Patong - Poblacion - Sanlagan - Santicon - Sohoton - Sulsugan - Talayong - Taytay - Tigbao - Tiguib - Tubod - Zaragosa |